# Две Лошади
Две Лошади — река (по другим данным — ручей) в России, протекает по территории Ольского района Магаданской области. Длина реки — 11 км.
Стекает с западных склонов горного массива, течёт в общем северо-западном направлении, в верховьях по гористой местности, в низовьях — через лиственничную тайгу. Устье находится в 5 км по правому берегу реки Буралкит на высоте 590,1 метра над уровнем моря.
Код объекта в государственном водном реестре — 19100000212119000142864.